# Keto Losaberidze

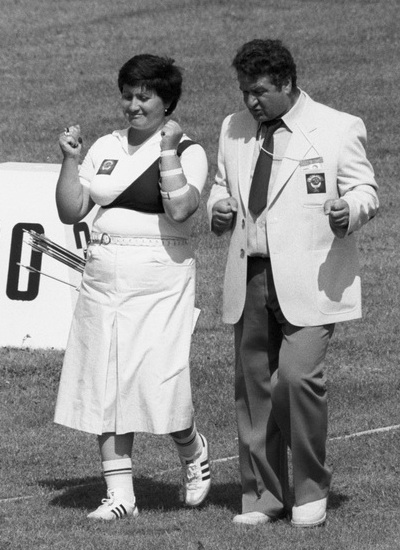
Losaberidze met haar coach in 1980

Ketevan "Keto" Bargotovna Losaberidze (Georgisch: ქეთევან ლოსაბერიძე, Russisch: Кетеван Багратовна Лосаберидзе; Lekereti, Tkiboeli, Georgische SSR, 1 augustus 1949 – Tbilisi, 23 januari 2022) was een Sovjet-Georgische boogschutter.
Losaberidze kwam uit Georgië toen het nog onderdeel was van de Sovjet-Unie. Ze deed mee voor de Sovjet-Unie mee aan de Olympische Zomerspelen van 1972 in München, maar eindigde net buiten de prijzen op de vierde plaats. In 1976 deed ze niet mee aan de Spelen, de Sovjet-Unie stuurde voor de vrouwen alleen Valentina Kovpan en Zebiniso Roestamova naar Montréal. Zij sleepten respectievelijk de zilveren en de bronzen medaille in de wacht. In 1980 mochten Losaberidze en Natalja Boetoezova tijdens de Olympische Zomerspelen in Moskou schieten. Zij behaalden beiden een finaleplaats, Losaberidze won de strijd en ging met de gouden medaille naar huis. Vanwege de Sovjet-boycot van de Olympische Zomerspelen van 1984 in Los Angeles kon zij haar titel niet verdedigen. 
Na haar sportcarrière werkte ze tot haar pensionering in 2005 aan de Staatsuniversiteit van Tbilisi en was ze van 2002 tot 2005 de eerste president van de Georgische boogschietfederatie. Eerder was ze actief in protesten voor de onafhankelijkheid van Georgië van de Sovjet-Unie. Keto Losaberidze overleed op 72-jarige leeftijd op 23 januari 2022 aan de gevolgen van een coronavirusinfectie.
1904: Matilda Howell ·
1908: Queenie Newall ·
1972: Doreen Wilber ·
1976: Luann Ryon ·
1980: Keto Losaberidze ·
1984: Seo Hyang-soon ·
1988: Kim Soo-nyung ·
1992: Cho Youn-jeong ·
1996: Kim Kyung-wook ·
2000: Yun Mi-jin ·
2004: Park Sung-hyun ·
2008: Zhang Juanjuan · 
2012: Ki Bo-bae · 
2016: Chang Hye-jin ·
2020: An San ·
2024: Lim Si-hyeon